# Патарідзе Зураб Олександрович
Зураб Олександрович Патарідзе (груз. ზურაბ პატარიძე;  9 вересня 1928, місто Тифліс, тепер Тбілісі, Грузія — загинув 5 червня 1982, місто Тбілісі, Грузія) — грузинський радянський державний діяч. Голова Ради міністрів Грузинської РСР (1975–1982). Кандидат у члени ЦК КПРС у 1976—1982 роках. Депутат Верховної Ради СРСР 9—10-го скликань.

## Життєпис
1952 року закінчив Грузинський політехнічний інститут. 1955 вступив до лав Компартії.
З жовтня 1952 року працював начальником зміни у гірничому управлінні ім. Димитрова в Чіатурі. У червні наступного року отримав посаду начальника ділянки, 1957 — завідувача копальні, у травні 1958 року — головного інженера управління. Зрештою, 1959 року очолив гірниче управління.
У березні 1962 року став першим секретарем Чіатурського міського комітету Компартії Грузії.
У вересні 1967 зайняв посаду інструктора відділу організаційно-партійної роботи ЦК КПРС. У 1971 році закінчив заочну Вищу партійну школу при ЦК КПРС.
З 5 червня 1972 по 16 грудня 1975 року — секретар ЦК КП Грузії.
З 17 грудня 1975 по 5 червня 1982 року — голова Ради міністрів Грузинської РСР.
Загинув в автомобільній катастрофі 5 червня 1982 року. Похований у Тбілісі в Пантеоні громадських діячів у Сабуртало.

## Нагороди і звання
- орден Леніна
- орден Жовтневої Революції
- орден Трудового Червоного Прапора
- медалі